# UkrGasVydobuvannya
La société par actions publique d'État UkrGasVydobuvannya (en ukrainien : ПАТ "Укргазвидобування") est le plus grand producteur de gaz ukrainien. Il s'agit d'une entreprise intégrée verticalement avec un cycle de production complet : de l'exploration des réserves de gaz et de condensats de gaz, le développement des champs, le transport, le traitement du gaz et le raffinage des condensats et du pétrole jusqu'à la vente.
La société est la plus grande entreprise productrice de gaz naturel d'Ukraine, produisant 70 % de la production du pays.

## Histoire
UGV est une filiale d'une société nationale par actions appartenant à l'État "Naftogaz d'Ukraine".
UGV est fondée en 1998 par la fusion des divisions d'extraction de gaz de SC "UkrGasProm" et d'autres sociétés ukrainiennes d'extraction de gaz.
Le Bureau national anticorruption d'Ukraine a inculpé Alexander Onyshchenko, pour motif d'être le fondateur et chef d'une organisation criminelle, dont les membres auraient volé des fonds au cours de la production et de la vente de gaz naturel dans le cadre d'accords de coentreprise avec UkrGasVydobuvannya.

### Réformes et développement
En 2015, une nouvelle direction est nommée dans le cadre d'un concours public, qui a lancé le processus de réforme de l'entreprise. Le président du conseil d'administration depuis juin 2015 est Prokhorenko Oleg. Dans le cadre de la lutte contre la corruption, UkrGasVydobuvannya est l'un des leaders du système électronique de passation des marchés publics ProZorro.
- 2016 : la production s'est stabilisée et a augmenté - +47 millions de m3 en 9 mois[8] ; le processus de modernisation de sa propre flotte d'appareils de forage a commencé ; la pratique de l'externalisation des services de forage a été lancée et le marché des entreprises internationales a été ouvert.
- 2017 : les résultats de cette année ont été obtenus grâce à la mise en place d'une campagne sans précédent d'augmentation de la production de gaz naturel[9],
- 2018 : les résultats de l'année ont été complétés par la campagne d'augmentation de la production de gaz naturel sur les champs existants,
- 2019 : le programme de production à succès est lancé.

Fin février 2019, UkrGasVydobuvannya conclut un accord avec DeGolyer et MacNaughton Corp. (USA) sur la base des résultats de l'appel d'offres sur l'évaluation de ses réserves d'hydrocarbures, en particulier, les réserves d'hydrocarbures de 157 gisements et 49 zones prometteuses avec la distribution de la priorité pour un développement ultérieur. Le coût est estimé à 20,25 millions d'UAH.

## Activités de l'entreprise
Les principaux domaines d'activité de l'entreprise sont : prospection et exploration de gisements pétroliers et gaziers, production de pétrole et de gaz, transport de pétrole et de gaz, traitement des hydrocarbures, vente de produits pétroliers et gaziers. En 2015, la société a produit 14,5 milliards de m3 de gaz en 2015, ce qui représente 75 % de la production totale de gaz en Ukraine. Elle a augmenté la production de gaz naturel en 2017 de 4,8 %, la portant à une valeur total de 15,25 Gm3.
En 2016, sa filiale "Shebelinka Refinery" lance la production d'essence aux normes Euro 4 et supérieures (selon la classification des normes d'émission européennes) et de carburant diesel Euro 5 Standard.
En avril 2016, l'entreprise commence à produire de l'essence répondant aux normes non inférieures à Euro 4.
En 2019, les différentes entités de la société ont extrait 14,892 milliards de m3 de gaz, soit 73 % de la production totale en Ukraine, ainsi que plus de 22 % du pétrole et des condensats en Ukraine.
En 2023, la société UkrGasVydobuvannya entre dans le Top 200 des entreprises en termes de revenus pour 2022.

## Zones d'extraction
Les zones d'extraction comprennent Kharkiv, Poltava, Soumy, Donetsk, Lougansk, Dnipropetrovsk, Lviv, Ivano-Frankivsk, la Ruthénie des Carpates et les régions de Volynska. Des activités d'exploration sont menées dans la cavité Dniprovsko-Donetska et les montagnes des Carpates.
En 2020, UkrGasVydobuvannya a restauré le gisement d'Abaziv dans la région de Poltava. Le débit du puits est passé de presque zéro à 98 000 m3 par jour.

## Transformation
L'actuel président du conseil d'administration de l'UGV, Oleg Prokhorenko, est nommé en juin 2015 à la suite d'un processus de sélection ouvert lancé par le gouvernement ukrainien.
L'équipe de direction actuelle a adopté la "Stratégie 20/20" qui prévoit l'augmentation de la production propre de gaz naturel à 20 milliards de m3 en 2020. La stratégie se concentre sur l'amélioration de l'efficacité économique des actifs de la Société, l'optimisation des fonctions internes, la lutte contre la corruption et la déréglementation.